# Кућа Гаврила Поповића у Власотинцу (Интернат)
Кућа Гаврила Поповића у Власотинцу се налази на углу улица учитељ учитеља Петра и Вука Караџића, као инпозантно градитељско остварење настало 1910. године, чији је власник био власотиначки трговац и индустријалац Гаврило Поповић, који се обогатио тргујући стоком, вином и мешовитом робом коју је у великим количинама извозио у Једрене, Солун и Цариград. 

## Архитектура куће
Стечени капитал улагао је у изградњу млина и породичне куће као и у школовање својих синова. Кућу су зидали мајстори из Рупљакоји су као печалбари радили на грађевинама у престоници. Објекат има високи партер и спрат. Партер је расчлањен ситним хоризонталним фугама ћији је континуитет испрекидан прозорским окнима, лучно засведеним. Изнад спољних прозорских лукова налази се плитки пластични испуст који има декоративну функцију. 
На чеоној фасади налазе се велика полулучна врата са лучним завршетком и пластиком која прати њен облик. Изнад улаза налази се велики балкон са декоративном олградом од ливеног гвожђа. Зидно платно изнад балконских врата је лучно засведено, а испод кровног венца са леве и десне стране налазе се стилизовани биљни орнаменти између којих се налази монограм Гаврила Поповића. 
У односу на партер, спрат је наглашен издвојеним зидним венцем (коронским и парапетним), и са богатијом декоративном пластиком изнад прозора. Бочне стране прозора уоквирене су плитким пиластрима са стилизованим коринским капителима. Пиластри на себи носе забат, а на прозорима се забати смењују у 2 облика, тругласти и полукружни и доприносе пластичном ритму фасаде. У унутрашњим пољима забата налазе се стилизовани пластични детаљи у облику шкољке или лишћа. 
После Другог светског рата кућа је одузета породици и служила је као Интернат за ратну сирочад и за децу без родитеља, а неке просторије су коришћене као школске учионице. Неко време ту је био магацин за намештај.
Објекат је крајем 20. и почетком 21. века био у дерутном стању, али му је данас враћен стари сјај. Зграда је претворена у Центар за социјални рад. 